# Надтеречне
Надтеречне (рос. Надтеречное) — село у Надтеречному районі Чечні Російської Федерації.
Населення становить 9748 осіб. Входить до складу муніципального утворення Надтеречненське сільське поселення.

## Історія
Згідно із законом від 20 лютого 2009 року органом місцевого самоврядування є Надтеречненське сільське поселення.

## Населення
| 1939 | 1959  | 1970  | 1990  | 2002  | 2010  | 2019  |
| ---- | ----- | ----- | ----- | ----- | ----- | ----- |
| 3659 | ↘3502 | ↗5119 | ↗5150 | ↗7860 | ↗8475 | ↗9748 |

## Відомі особистості
В поселенні народилися:
- Вісаїтов Мавлід Алероєвич (1913—1986) — радянський військовик.
- Ісаєва Асет Марцарівна (1915—1971) — чеченська радянська актриса.